# Mitja Ribičič
Mitja Ribičič (en cyrillique : Митја Рибичич), né le 19 mai 1919 à Trieste et mort le 28 novembre 2013 à Ljubljana, est un homme politique yougoslave. Il a été Premier ministre de la Yougoslavie de 1969 à 1971.